# Raimundo Napolitano
Raimundo Napolitano  est un peintre italien de la  Renaissance actif à Naples dans les années 1470.

## Œuvres
- Fresques (1470), église de San Francesco di Chieri, Naples[1].

## Sources
- (en) Cet article est partiellement ou en totalité issu de l’article de Wikipédia en anglais intitulé « Raimundo Napolitano » (voir la liste des auteurs).